# Baryscapus endofiticus
Baryscapus endofiticus är en stekelart som först beskrevs av Domenichini 1958.  Baryscapus endofiticus ingår i släktet Baryscapus och familjen finglanssteklar. Inga underarter finns listade.